# هواپیمایی اتیوپی
هواپیمایی ملی اتیوپی بزرگ‌ترین هواپیمایی در آفریقا از لحاظ تعداد مسافر می‌باشد که به بیش از ۵۰ مقصد خارجی و ۳۵ مقصد داخلی پرواز دارد.

## تاریخچه
این شرکت هوایی حامل پرچم در ۳۱ دسامبر ۱۹۴۵ توسط هایله سلاسی پایه‌گذاری شد و کار خود را در ۸ آوریل ۱۹۴۶ با پرواز هفتگی بین آدیس آبابا و قاهره با ۵ فروند هواپیمای داگلاس دی‌سی-۳ آغاز کرد.

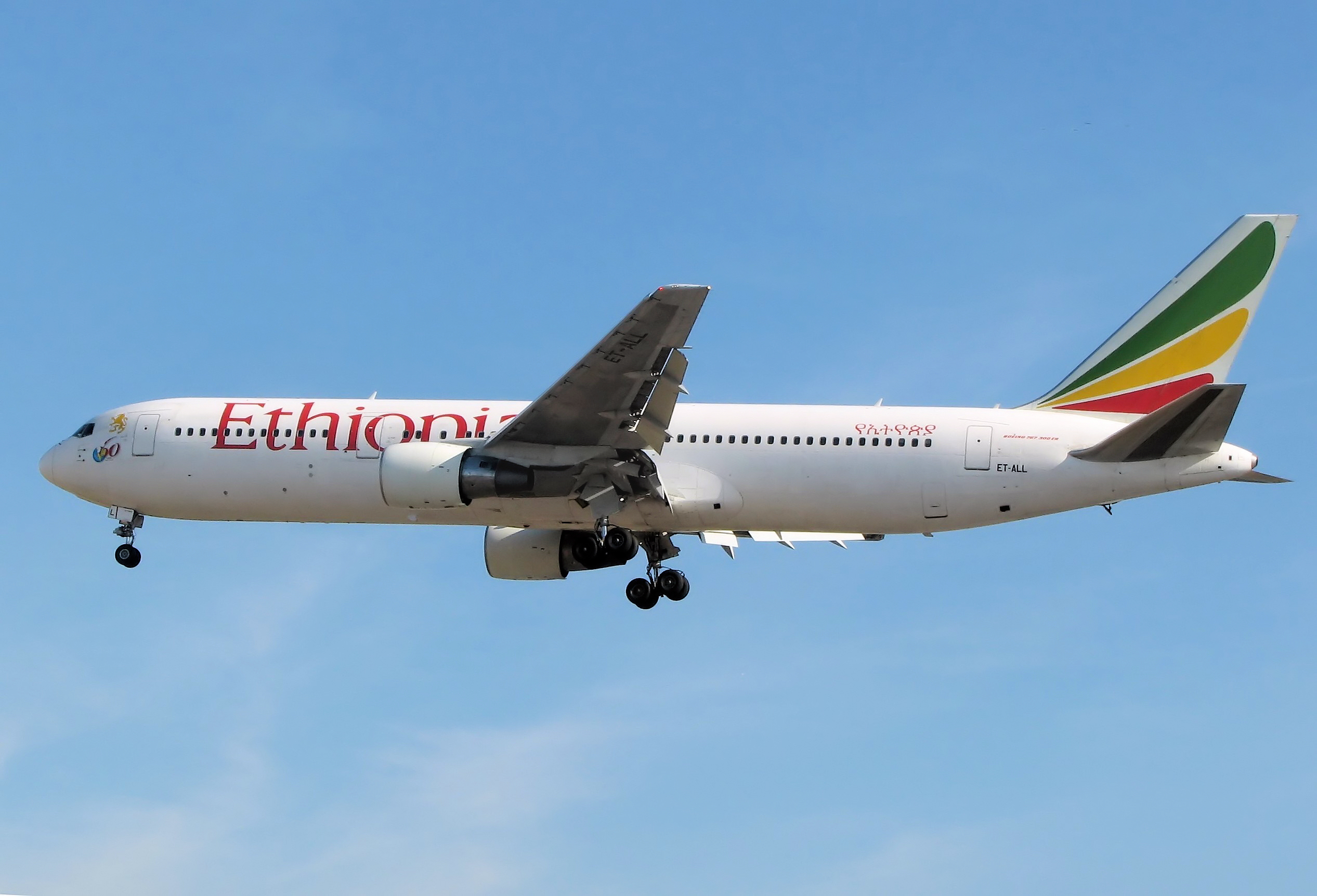
یک بوئینگ ۷۶۷ هواپیمایی اتیوپی در حین فرود در فرودگاه هیترو لندن (۲۰۰۶)

## سوانح
این هواپیمایی در مقایسه با سایر هواپیمایی‌های آفریقایی امن‌ترین آن‌ها بوده به‌طوری که از سال ۱۹۷۰ تاکنون تنها ۴ سانحه به شرح زیر داشته‌است:
- ۱۵ سپتامبر ۱۹۸۸ - بوئینگ ۷۳۷ - ۳۱ مسافر از ۱۰۵ سرنشین کشته شدند.
- ۲۳ نوامبر ۱۹۹۶ - بوئینگ ۷۶۷ - ۱۲۳ نفر از ۱۷۵ سرنشین کشته شدند.
- ۲۳ ژانویه ۲۰۱۰ - بوئینگ ۷۳۷ - ۸۲ مسافر و ۸ خدمه کشته شدند.
- ۱۰ مارس ۲۰۱۹ - بوئینگ ۷۳۷ مکس ۸ - ۱۴۹ مسافر و ۸ خدمه کشته شدند.[۱]